# Prärieenziane
Die Prärieenziane (Eustoma) sind eine Gattung innerhalb der Familie der Enziangewächse (Gentianaceae). Der frühere Gattungsname Lisianthus wird im Gartenbau noch verwendet, darf aber nicht mit der ebenfalls zu den Enziangewächsen gehörenden Gattung Lisianthius verwechselt werden.

## Beschreibung

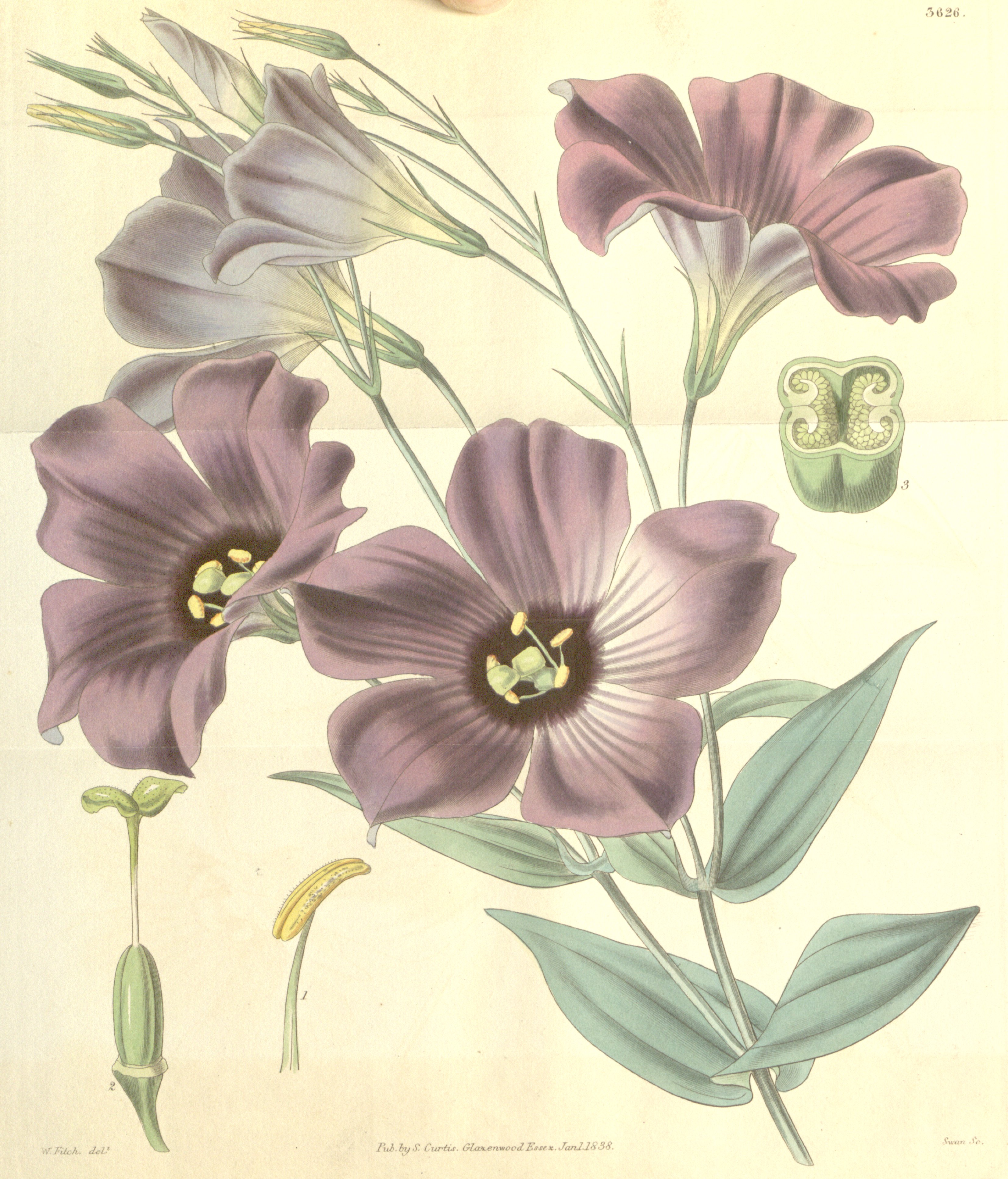
Botanische Illustration von Eustoma exaltatum aus Curtis’s Botanical Magazine, Volume 65, 1838

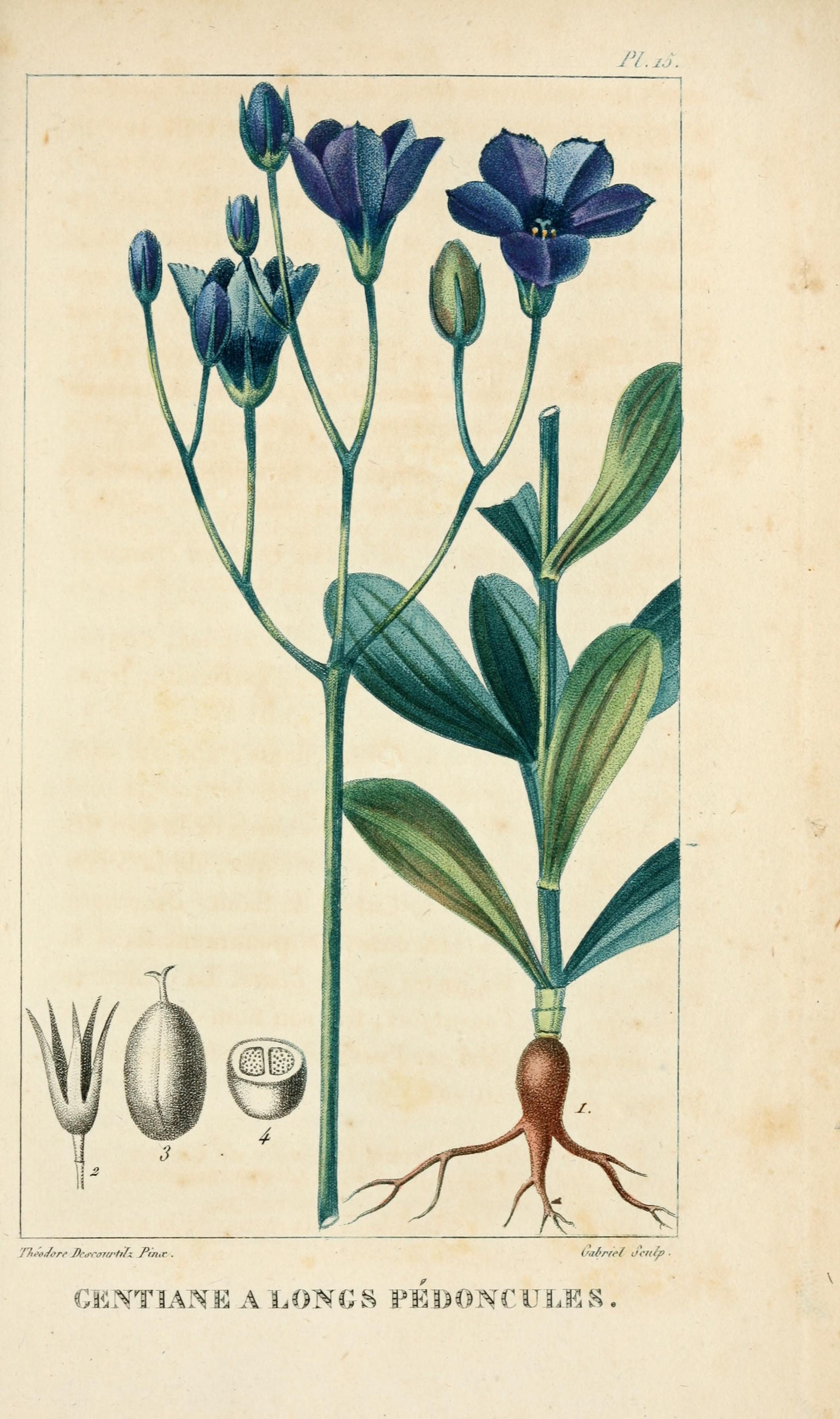
Illustration von Eustoma exaltatum aus Flore pittoresque et médicale des Antilles, Tafel 15

### Vegetative Merkmale
Prärienzian-Arten sind einjährige oder kurzlebig, ausdauernde krautige Pflanzen. Die oberirdischen vegetativen Pflanzenteile sind kahl. Die aufrechten und verzweigten Stängel sind blau-grün.
Es sind grundständige und gegenständig am Stängel verteilt angeordnete Laubblätter vorhanden. Die einfachen Laubblätter sind bläulich getönt.

### Generative Merkmale
Die lang gestielten Blüten stehen einzeln oder sind in zymösen Blütenständen angeordnet und meist sind nur wenige von ihnen gleichzeitig geöffnet.
Die relativ großen, zwittrigen Blüten sind radiärsymmetrisch mit doppelter Blütenhülle. Die fünf Kelchblätter sind nur an ihrer Basis verwachsen und viel kleiner als die Kronblätter; die Kelchlappen sind schmal-gekielt und linealisch mit zugespitztem oberen Ende. Die fünf Kronblätter sind nur an ihrer Basis verwachsen und bilden eine glocken-, trompeten- oder trichterförmige Blütenkrone. Nahe dem Kronschlund ist das Innere der Krone oft gelb. Bei den Naturformen sind die Kronblätter violett oder blau, Zuchtsorten können eine Vielzahl von Farben aufweisen. Die Staubblätter sind nahe der Basis der Kronblätter inseriert. Die langen Staubbeutel sind nur wenig gewunden. An der Basis des sitzenden Fruchtknotens befinden sich Nektardrüsen. Der kurzlebige, schlanke Griffel endet in einer zweilappigen Narbe.

## Vorkommen
Die zwei oder drei Arten sind von den westlichen-zentralen bis südlichen USA über Zentralamerika und die Großen Antillen bis ins nördliche Südamerika (Venezuela) verbreitet. Dort gedeihen sie auf gestörten Standorten, meist in trockeneren Gebieten auf Grasland und Kiefernwäldern. Sie nehmen auch eine Rolle als Pionierpflanzen ein.

## Systematik
Die Gattung Eustoma wurde 1806 durch den britischen Botaniker Richard Anthony Salisbury in The Paradisus Londinensis ..., Volume 1, Tafel 34 aufgestellt. Der Gattungsname Eustoma ist aus den griechischen Begriffen eu für „gut, schön“ und stoma für „Mund“ zusammengesetzt. Synonyme für Eustoma Salisb. sind: Bilamista Raf., Arenbergia M.Martens & Galeotti, Dupratzia Raf., Urananthus Benth.
Die Gattung Eustoma gehört zur Subtribus Chironiinae der Tribus Chironieae innerhalb der Familie Gentianaceae.
Es gibt etwa zwei Arten:
- Eustoma exaltatum (L.) Salisb. ex G.Don: Sie in den US-Bundesstaaten Alabama, Arizona, Arkansas, Kalifornien, Colorado, Nevada, Mississippi, Nebraska, Oklahoma, South Dakota, Kansas, Louisiana, New Mexico, Texas sowie Florida und auf den Bahamas, Cayman Islands, in Kuba, auf Hispaniola, Jamaika, in weiten Teilen Mexikos, in Guatemala, Belize, Nicaragua, Trinidad und Tobago, Kolumbien sowie Venezuela verbreitet.
- Prärieenzian (Eustoma russellianum (Hook.) G.Don, Syn.: Eustoma exaltatum subsp. russellianum (Hook.) Kartesz, Eustoma grandiflorum (Raf.) Shinners): Sie kommt in den US-Bundesstaaten Arkansas, Colorado, Kansas, Louisiana, Montana, Nebraska, Oklahoma, South Dakota, Wyoming, New Mexico sowie Texas und im nordöstlichen Mexiko vor.

Die auf karibischen Inseln und in den südlichen USA mit zwei oder drei Arten vorkommende Gattung Eustoma aus Subtribus Chironiinae der Tribus Chironieae hat verwandtschaftlich wenig zu tun mit den südamerikanischen Gattungen um Lisianthius aus der Subtribus Chelonanthus der gleichen Tribus. Lisianthus ist aber die ungültige Schreibweise von Lisianthius. Unklar ist, warum englischsprachig „Lisianthus“ und später auch in Europa der Handelsname der Zuchtformen von Eustoma russelianum wurde.

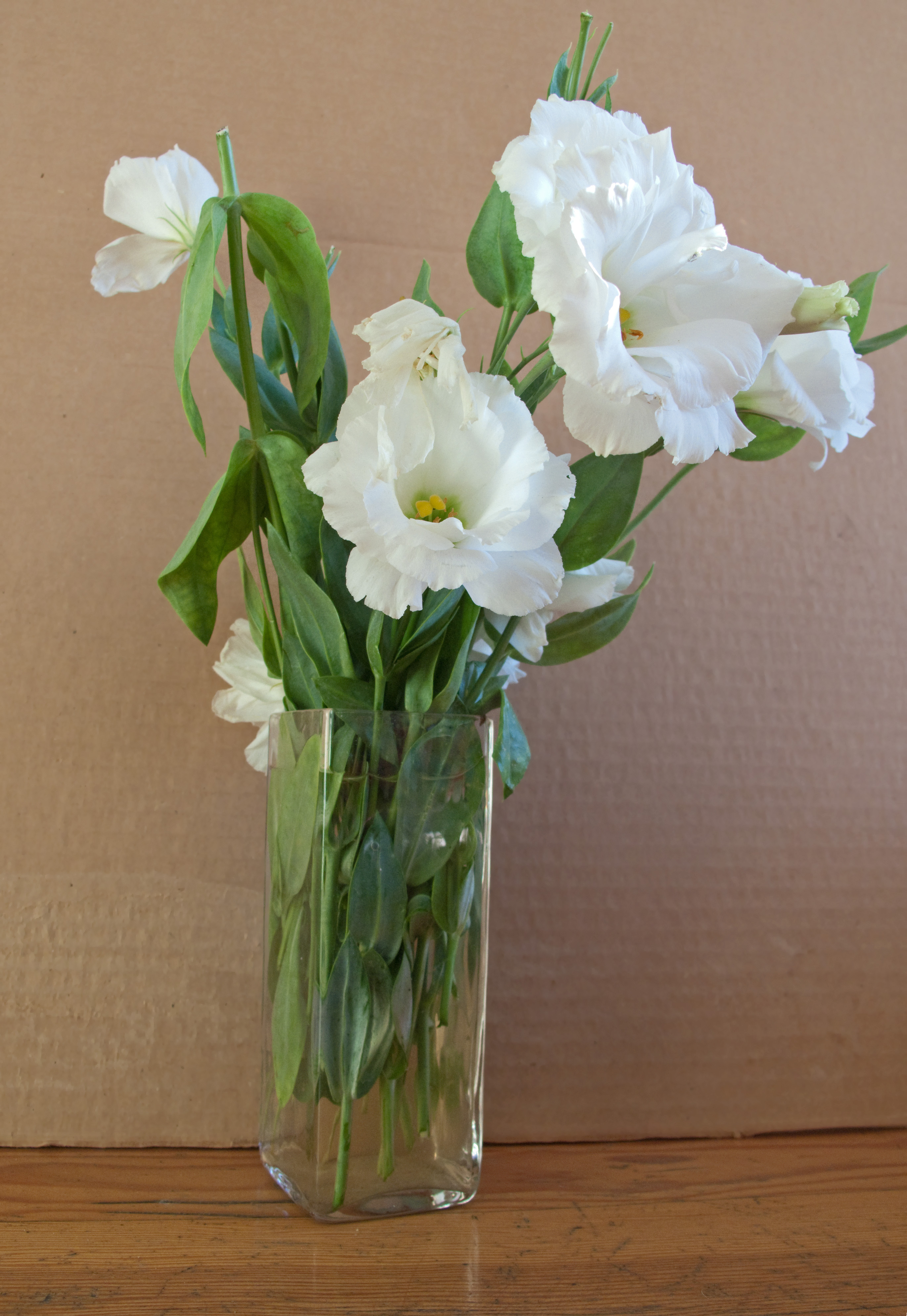
Großblühende weiße Sorte von Eustoma russellianum

## Nutzung
Sorten der Art Eustoma russelianum haben als Schnittblumen wirtschaftliche Bedeutung; sie werden auch als Topfpflanzen genutzt.